# Seun Adigun
Moriam Seun Adigun (* 3. Januar 1987 in Chicago) ist eine ehemalige nigerianisch-US-amerikanische Hürdenläuferin, die sich auf den 100-Meter-Hürdenlauf spezialisiert hat. Über diese Distanz siegte sie 2011 bei den Afrikaspielen in Maputo und wurde im Jahr zuvor in Nairobi Afrikameisterin. Zudem war sie auch im Bobsport als Anschieberin aktiv und war eine der ersten Athletinnen die für Nigeria an Olympischen Winterspielen teilnahmen.

## Sportliche Laufbahn

### Leichtathletik
Erste internationale Erfahrungen sammelte Seun Adigun, die in den Vereinigten Staaten aufwuchs und ein Studium an der University of Houston absolvierte, bei den Leichtathletik-Weltmeisterschaften 2009 in Berlin, bei denen sie mit 13,33 s in der ersten Runde über 100 m Hürden ausschied. Zudem wurde sie mit der nigerianischen 4-mal-100-Meter-Staffel im Nachhinein wegen einer Dopingsperre ihrer Mitstreiterin Olutoyin Augustus disqualifiziert. Im Jahr darauf schied sie bei den Hallenweltmeisterschaften in Doha mit 8,58 s in der Vorrunde im 60-Meter-Hürdenlauf aus und im Juli siegte sie in 13,14 s bei den Afrikameisterschaften in Nairobi. Anschließend wurde sie beim IAAF Continental Cup in Split in 13,48 s Sechste, ehe sie bei den Commonwealth Games in Neu-Delhi in 13,66 s den sechsten Platz im Hürdenlauf belegte und mit der Staffel in 48,87 s den vierten Platz belegte. 2011 schied sie bei den Weltmeisterschaften in Daegu mit 13,14 s im Halbfinale über 100 m Hürden aus und siegte anschließend in 13,20 s bei den Afrikaspielen in Maputo. Im Jahr darauf belegte sie bei den Hallenweltmeisterschaften in Istanbul in 8,33 s den achten Platz über 60 m Hürden und im Juni ging sie bei den Afrikameisterschaften in Porto-Novo im Finale über 100 m Hürden nicht an den Start. Anschließend nahm sie an den Olympischen Sommerspielen in London teil und schied dort mit 13,56 s in der ersten Runde aus. Daraufhin beendete sie ihre aktive Karriere als Leichtathletin im Alter von 25 Jahren.
In den Jahren von 2010 bis 2012 wurde Adigun nigerianische Meisterin im 100-Meter-Hürdenlauf.

### Persönliche Bestzeiten
- 100 m Hürden: 12,88 s (+1,5 m/s), 30. Mai 2009 in Norman
  - 60 m Hürden (Halle): 8,07 s, 10. März 2012 in Istanbul

### Bobsport
In der Saison 2015/16 war Seun Adigun als Anschieberin der US-Amerikanerin Nicole Vogt im Bob-Nordamerikacup 2015/16 und konnte dort einen Sieg feiern. 2016 gründete sie das Nigeria bobsled team, mit dem Ziel Nigeria bei den Olympischen Winterspielen in Pyeongchang zu vertreten. Es gelang ihr, gemeinsam mit Akuoma Omeoga und Ngozi Onwumere an den Start zu gehen und waren damit die ersten Athletinnen, die für Nigeria bei Olympischen Winterspielen an den Start gingen. Im Zweierbob landete die Mannschaft mit großem Rückstand auf dem 19. und damit letzten Platz.